# Artroskopi

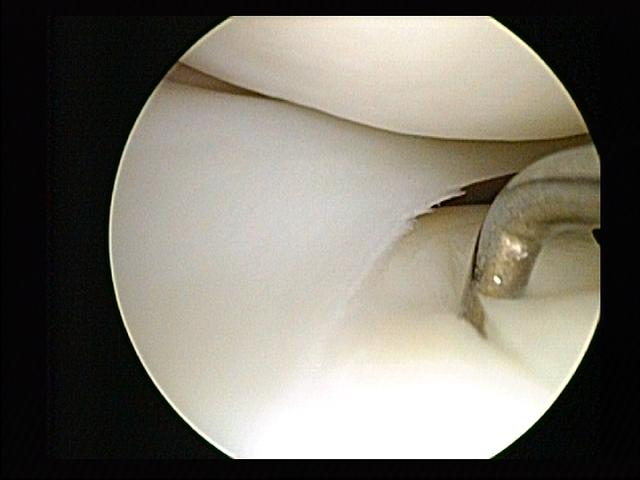
Artroskopi utförs vid en menisker vid höften. Till höger syns ett instrument.

Artroskopi eller ortopedisk titthålskirurgi är en metod för att undersöka leder eller kirurgiskt behandla skador i eller omkring leder.
Ingreppet går till på det sättet att man för in en artroskop i leden genom ett litet snitt. Sedan sprutar man in koksaltlösning som spänner upp leden så att läkaren kan se hela leden, genom linsen i artroskopet, på en bildskärm. Vid kirurgi förs instrumenten in genom andra stickhål och utförs genom att läkaren styr dem genom att titta på skärmarna.
Denna ortopediska operationsmetod har en allmänkirurgisk motsvarighet som ofta benämns laparoskopi eller titthålsoperation.